# كاميرون هال
كاميرون هال (2 يناير 1957 بهاميلتون في كندا - ) هو لاعب كرة سلة كندي في مركز هجوم صغير الجسم. شارك في الألعاب الأولمبية الصيفية 1976. ولعب مع دوق بلو ديفلز للرجال.

## وصلات خارجية
- كاميرون هال على موقع الاتحاد الدولي لكرة السلة (الإنجليزية)
- كاميرون هال على موقع كلية كرة السلة في سبورتس رفرنس.كوم (الإنجليزية)
- كاميرون هال على موقع سبورتس رفرنس (الإنجليزية)
- كاميرون هال على موقع أوليمبيديا (الإنجليزية)
- كاميرون هال على موقع اللجنة الأولمبية الكندية (الإنجليزية)